# Asch-Schams
Asch-Schams (arabisch الشمس asch-Schams ‚Die Sonne‘) ist die 91. Sure des Korans, sie enthält 15 Verse. Die Sure gehört zu den frühen Teilen des Korans, die in Mekka offenbart wurden. Ihr Titel bezieht sich auf den ersten Vers.
Inhaltlich besteht die Sure aus zwei Teilen. In den ersten zehn Versen wird nach der Anrufung der Sonne, des Mondes, des Tages, der Nacht, des Himmels, der Erde und der Seele zu einem rechtschaffenen Leben aufgerufen. Im 8. Vers erscheint der Begriff des  Ilhām (arabisch إلهام), der wörtlich einen Vorgang des „Verschlingen-Lassens“ oder „Verschlucken-Lassens“ bezeichnet, allgemein jedoch mit „Eingebung, Inspiration“ übersetzt wird. An der erwähnten Stelle wird ein Schwur bei demjenigen gesprochen, der der Seele „ihre Sündhaftigkeit und ihre Gottesfurcht eingegeben hat“ (alhamahā fuǧūrahā wa-taqwāhā).
Der zweite Teil der Sure umfasst die Verse 11 bis 15 und erinnert an die Strafe der Frevler aus dem Stamm der Thamud.